# デイヴィッド・ヒリアード

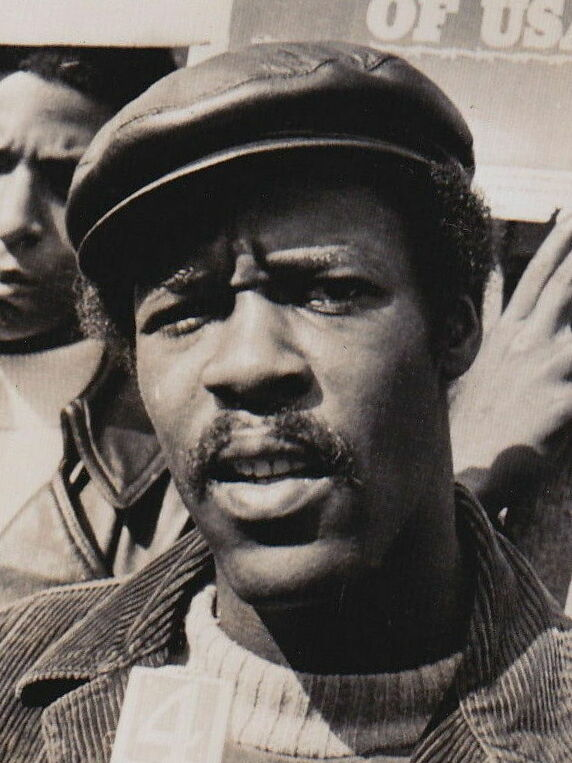
1969年

デイヴィッド・ヒリアード (David Hilliard) は、アメリカ合衆国の黒人社会運動家で、ブラックパンサー党の指導者の一人だった。現在、ニューメキシコ大学の客員教授。
ブラックパンサー党の中心的指導者だったヒューイ・ニュートンとボビー・シールが逮捕された後、事実上の指導者となった。過激な論調の演説で知られ、ベトナム戦争に対する反戦集会において大統領リチャード・ニクソンを殺害すると演説し、逮捕されたこともある。